# Henri Patrice Dillon
Pour les articles homonymes, voir Dillon.
Henri Patrice Dillon dit « H. P. Dillon », né le 28 novembre 1850 à San Francisco, et mort le 16 mai 1909 à Paris, est un artiste peintre, illustrateur et lithographe français d'origine irlandaise, qui fit carrière dans le Paris de la Belle Époque.

## Biographie
Né Patrice Henry Dillon au consulat français de San Francisco, il est le fils du diplomate d'origine irlandaise Guillaume Patrice Dillon (1810-1857), ami du ministre François Guizot, et de Jeanne Amica Anderson. Son père était consul de France et fut nommé officier de la Légion d'honneur.
Henri Patrice Dillon est à Paris en 1873 pour se consacrer à l'étude de la peinture ; il suit les cours du peintre Isidore Pils. Il fréquente l'École des beaux-arts dans la classe de Henri Lehmann, de Carolus-Duran puis  d'Alexandre Cabanel, comme nous l'apprend son dossier déposé à la chancellerie.
Il expose au Salon de Paris à partir de 1876. En 1883, il réalise un dessin, intitulé Une... deux... Une... deux... Au pas!, pour illustrer la pièce, Le Rêve d'un Viveur, de Jean-Louis Dubut de Laforest, il est publié dans le recueil de la pièce. Il exécute deux commandes sous la forme de grandes compositions, d'abord Les Funérailles de Paul Bert, puis La Fondation de l’Ordre des jésuites destiné à l’église de Montmartre (conservé à la Crypte du martyrium de saint Denis). Il obtient une mention honorable au Salon de 1890, puis une médaille de 3e classe au Salon de 1892. Il est membre du Salon des artistes français, où il expose régulièrement jusqu'en 1905. 
En 1892, il produit une suite de livraisons lithographiques pour la Société des artistes lithographes français, avec Jean Alboize et Léonce Bénédite ; la même année, il réalise un calendrier pour l'éditeur Léon Conquet. En 1893, il rejoint L'Estampe originale refondée par André Marty. Il fait partie de la commission du salon des Cent en 1895.
En décembre 1898, il est nommé chevalier de la Légion d'honneur. Il participe à l'exposition du centenaire de la lithographie, puis à l'exposition universelle de 1900 où il expose une lithographie, La Claque. Il fait partie de la Société des peintres-graveurs français qui expose chez Durand-Ruel aux côtés d'Auguste Lepère. 
Il est élu vice-président de la Société des peintres-lithographes fondée fin 1896, avec Fantin-Latour et Henry Hamel. Il était très lié à Auguste Jouve et a pour élève son fils Paul.
Ses lithographies sont tirées à un petit nombre, et sont donc assez rares. Remarqué pour son talent d'illustrateur, il travaille avec des éditeurs comme Calmann Lévy puis Arthème Fayard et Henri Floury. Il illustre plusieurs partitions de Théodore Botrel pour l'éditeur G. Ondet.
Son atelier parisien se situait 84 boulevard Rochechouart (en 1893), adresse du cabaret Le Chat Noir. Il avait épousé Pauline Genon et le couple resta sans enfant. Il est mort à Paris à l'Hôpital Lariboisière au 2 rue Ambroise-Paré.

Exemples d'œuvres
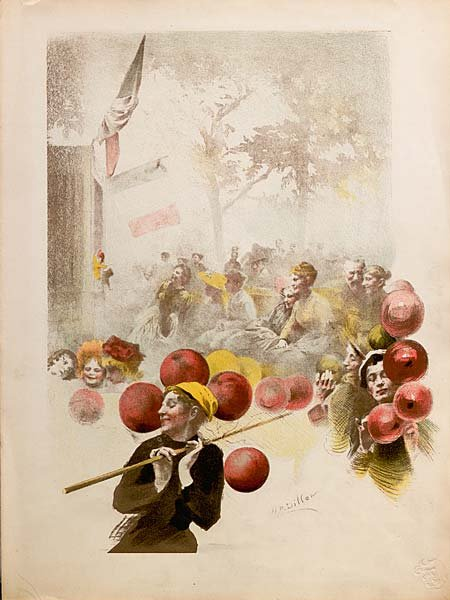
Les Ballons rouges, lithographie en couleur, album de L'Estampe moderne (1897-1899)[9].
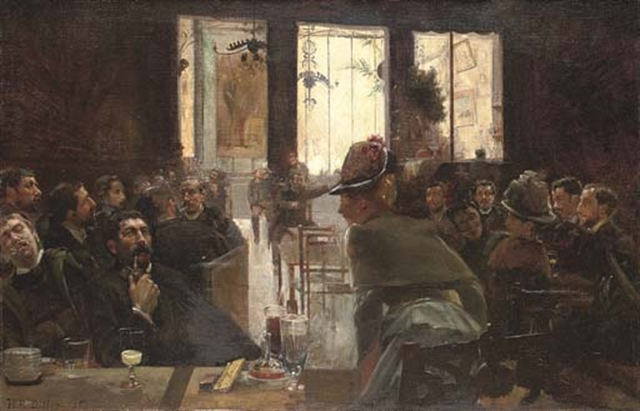
La Brasserie, huile sur toile (1886).
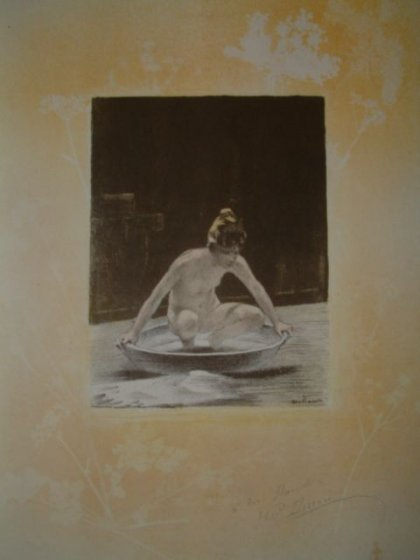
Le Tub, lithographie en couleur.

## Œuvre

### Conservation
- Répétition de la Sérénade de Jean Jullien, au Théâtre-Libre, huile sur toile, 97 x 136 cm, 1889, Paris, musée Carnavalet[10].
- Joueur de mandoline, estampe d'après Carolus-Duran, 1890, Paris, ENSBA[11].
- Olympia 26 Brd Des Capucines. Exposition des Arts Incohérents, affiche lithographiée, 1893, réalisée à huit mains par Dillon, Émile Cohl, Henri Pille et Henry Gray, Paris, musée des Arts décoratifs[12].
- Eaux de Vichy... Cusset, affiche lithographiée, impr. Belfond & Cie, 1895[13].
- L'Ami de l'ordre. Georges Darien. Grand Guignol, affiche lithographiée, 1895, Paris, musée Carnavalet[14].
- La Lampe, estampe lithographiée, s.d. Strasbourg, musée des beaux-arts de Strasbourg[15].
- Soir de fête, place du Trône, estampe lithographiée, s.d. Strasbourg, musée des beaux-arts de Strasbourg[16].
- Six femmes assises autour d'une table, huile sur toile, 24 x 65 cm, s.d., musée des beaux-arts de Chambéry[17].
- Fumeurs, huile sur carton, s.d., Paris, CNAP[18].
- La Politique, huile sur bois, Louviers, Musée de Louviers.

### Ouvrages illustrés
- Paris-Almanach, texte par Émile Goudeau ; lithographies par Dillon et Georges Meunier, Librairie Edmond Sagot, 1895.
- Octave Uzanne, La nouvelle Bibliopolis : voyage d'un novateur au pays des néo-icono-bibliomanes, lithographies en couleurs et marges décoratives de H. P. Dillon, frontispice à l'eau forte d'après Félicien Rops, Henri Floury, 1897.
- Capitaine Danrit, La Guerre fatale : France-Angleterre, édition illustrée par Léon Couturier et H. P. Dillon, Librairie Ernest Flammarion, [1903].
- Henry de La Vaulx, Cent mille lieues dans les airs, Librairie Arthème Fayard , [s.d.].

## Exposition récente
- H. P. Dillon (1850-1909), illustrateur Belle Époque, Musée Toulouse-Lautrec, Albi, septembre-octobre 2014[19].